# Bougainvillea berberidifolia
Bougainvillea berberidifolia är en underblomsväxtart som beskrevs av Anton Heimerl. Bougainvillea berberidifolia ingår i släktet Bougainvillea och familjen underblomsväxter. Inga underarter finns listade i Catalogue of Life.